# The Blasters
The Blasters é uma banda de rock and roll formada em 1979 em Downey, California pelos irmãos Phil Alvin (vocal e guitarra) e Dave Alvin (guitarra), com John Bazz no (baixo) e Bill Bateman na (bateria). Phil ‘tirou’ o nome da banda de um grupo que ele supunha chamar-se Blues Blasters (que apoiavam Joe Lynn Turner). A banda diz seu estilo é "Americana" é uma mistura de rockabilly, rock and roll , punk rock, mountain music, rhythm and blues e country.
O crítico Mark Deming escreveu sobre eles: "Os Blasters exibiam estilos musicais variados [e] eram uma banda extremamente forte e diplomática com fogo, inteligência e paixão suficientes para dois ou três grupos." Nunca tiveram um sucesso estrondoso, mas sempre obtiveram críticas positivas. São criativos no estilo simples e básico do rock & roll.

## Discografia

### Álbuns de estúdio
- American Music (1979)
- The Blasters (1981)
- Non-Fiction (1983)
- Hard Line (1985)
- 4-11-44 (2004)
- Fun On Saturday Night (2012)

### Coletâneas
- The Blasters Collection (1990)
- Testament: The Complete Slash Recordings (2002)
- Trouble Live (2002)
- Going Home (2004)